# عصر لاله

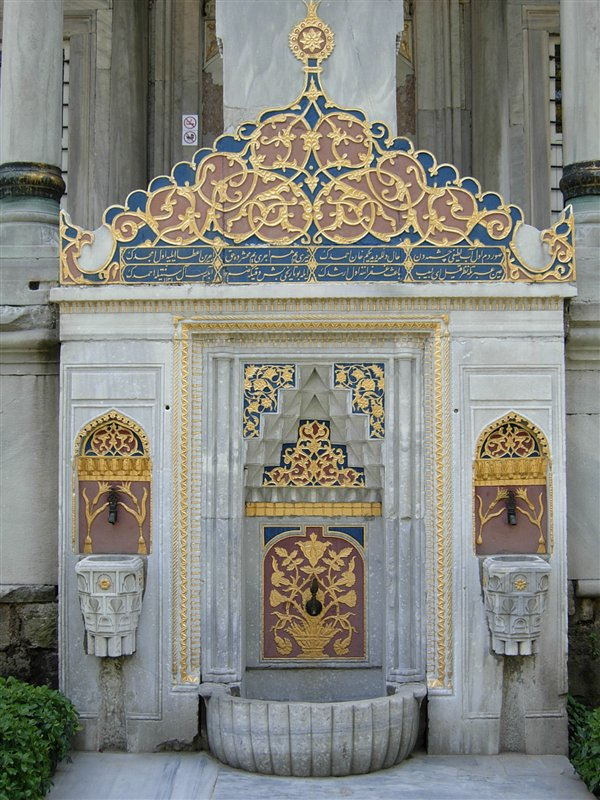
طرحی از لاله در سرای توپقاپی یا کتابخانه احمد سوم در استانبول

دوره لاله (به ترکی عثمانی: لاله دورى) به یک دوران اصلاحات در امپراتوری عثمانی گفته می‌شود. این دوران از بستن عهدنامه پاساروفچه در ۲۱ ژوئیه ۱۷۱۶ تا سپتامبر ۱۷۳۰ - (۱۱۰۹) و  شورش پاطرونا خلیل ادامه داشت. نام‌گذاری این دوران به نام لاله و وجه آن به علت علاقهٔ افراطی و بیش از حد احمد سوم و به پیروی از او اشراف استانبول به گل لاله بود. مردم ترکیه در این دوران چنان در کار کاشت لاله جدیت به خرج دادند که در مدت کوتاهی از لاله‌کاران فرانسه و هلند که در آن زمان در جهان به کاشت لاله معروف بودند، پیشی گرفتند. جنون لاله در ترکیه نمادی بود از ولخرجی و تجمل‌گرایی درباریان و در رأس آنان احمد سوم که تمامی امور کشور را به صدراعظم داماد ابراهیم پاشا سپرده بود و خود و اطرافیانش را با شب نشینی‌های باشکوه و لاله بازی سرگرم می‌کرد.

## اصلاحات
دوران لاله ۷۰ سال بعد از جنون گل لاله در هلند در ترکیه به وقوع پیوست. این دوران به‌طور نسبی با صلح و آرامش همراه بود. از کشورهای غربی هنر، ادبیات و علم به امپراتوری عثمانی وارد می‌شد و از تلفیق فرهنگ اسلامی با فرهنگ اروپایی فرهنگ جدیدی پدید آمد. از جمله واردات ترکیه از اروپا گل لاله بود که قبلاً از ترکیه به اروپا فرستاده شده و در آنجا انتشار پیدا کرده بود. در این دوران کاشتن گل لاله از قصر  احمد سوم (۱۷۳۰-۱۷۰۳ میلادی) گرفته تا تمامی نقاط کشور رایج شد و به همین علت نام این عصر، لاله نامگذاری شده‌است. نخست وزیر داماد ابراهیم پاشا در این دوران دوازده ساله پژوهشگران و شاعران را تشویق می‌کرد، و مورد حمایت قرار می‌داد. 
در سال ۱۷۲۷ با حمایت ابراهیم پاشا، صنعت چاپ توسط ابراهیم متفرقه آغاز به کار کرد. همچنین توسط معمارانی که از اروپا دعوت شده‌بودند، قصرها و باغ‌های قصر به سبک روکوکو (سبک قصرهای فرانسوی) ساخته شدند. این عصر نهایت تجمل درباری در امپراتوری عثمانی به‌شمار می‌آید. بالا رفتن هزینه‌ها باعث به وجود آمدن تورم و ناراضایتی مردم  شد. سرانجام در طی شورش خونینی که به رهبری پاطرونا خلیل درگرفت، داماد ابراهیم پاشا، معمار اصلی عصر لاله کشته شد، و احمد سوم نیز از پادشاهی خلع شد. بدین ترتیب اولین دوره اصلاحات به سبک غربی در ترکیه با شکست به پایان رسید.
پس از برکناری احمد سوم در سال ۱۷۳۰ میلادی فرهنگ علاقه به گل لاله در ترکیه بسیار کم‌رنگ شد و نسل انواع بسیاری از گل‌های لاله استانبول برای همیشه از بین رفتند.

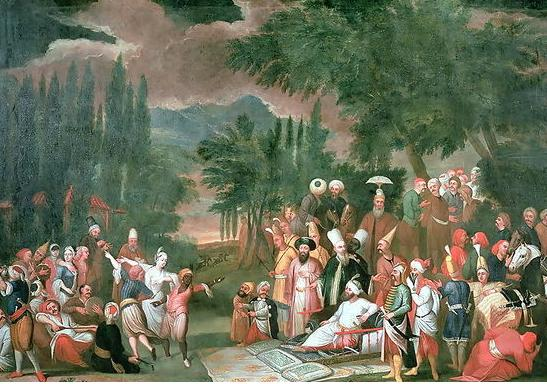
نقاشی در مهمانی شکار احمد سوم، اثر ژان باتیست وان‌مور
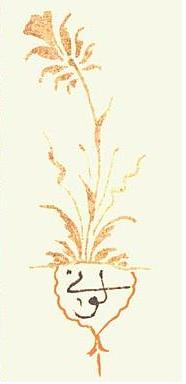
طرحی از لاله نقاشی شده در ۱۷۲۰ (میلادی).اثر نقاش ترک عبدالجلیل لونی